# El Durazno, Coahuila
El Durazno är en ort i Mexiko.   Den ligger i kommunen Parras och delstaten Coahuila, i den centrala delen av landet, 700 km norr om huvudstaden Mexico City. El Durazno ligger 1 520 meter över havet och antalet invånare är 150.
Terrängen runt El Durazno är huvudsakligen kuperad, men den allra närmaste omgivningen är platt. Runt El Durazno är det mycket glesbefolkat, med 3 invånare per kvadratkilometer. Närmaste större samhälle är Parras de la Fuente, 6,7 km väster om El Durazno. Omgivningarna runt El Durazno är i huvudsak ett öppet busklandskap.